# Бактрийский язык
Бактри́йский язы́к — мёртвый среднеиранский язык, бывший распространён на территории Бактрии, Греко-Бактрии, Кушанской Империи как государственный язык.

## История открытия

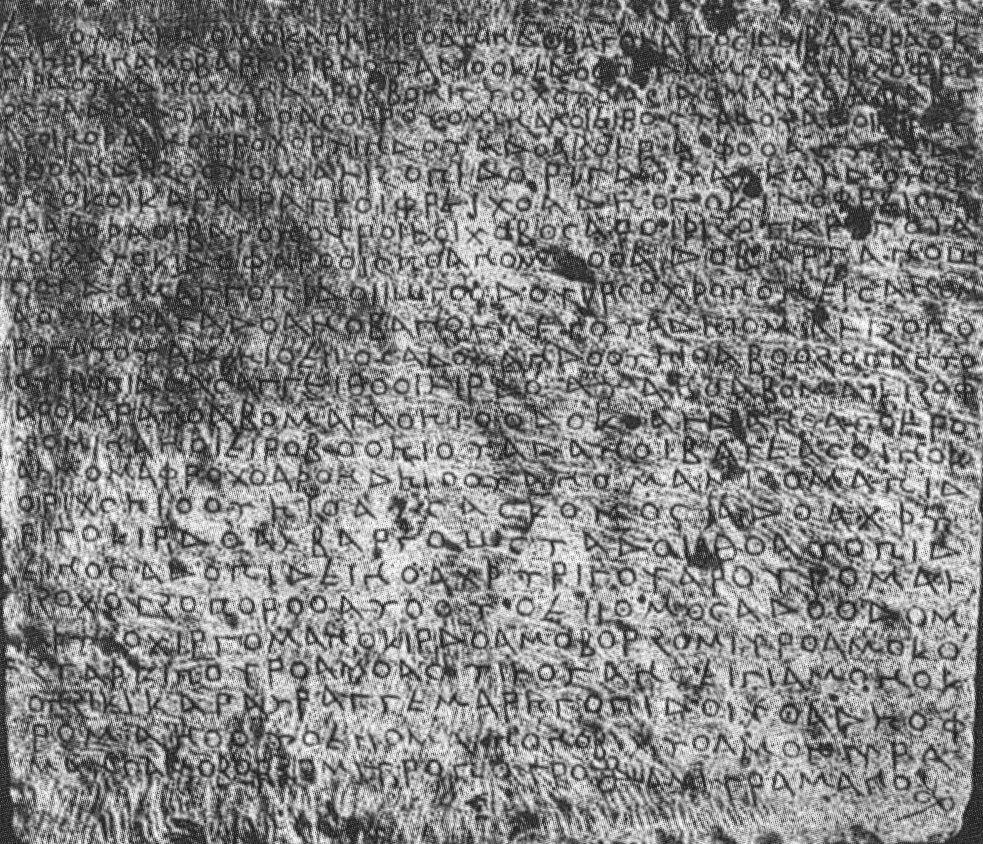
Рабатакская надпись на бактрийском языке греческим алфавитом.

До 1957 года язык был известен по надписям на монетах и небольшим фрагментам рукописей. В 1957 году в Сурх-Котале, недалеко от Баглана (Афганистан), была обнаружена надпись заметных размеров. В 1993 году в Рабатаке, поблизости от Сурх-Котала, была обнаружена ещё одна достаточно большая и хорошо сохранившаяся надпись.
В начале 1990-х годов в Лондон через цепочку коллекционеров и торговцев древностями попали довольно многочисленные и хорошо сохранившиеся письма и юридические документы на бактрийском. Они были расшифрованы и изданы Николасом Симс-Вильямсом.

## Письменность

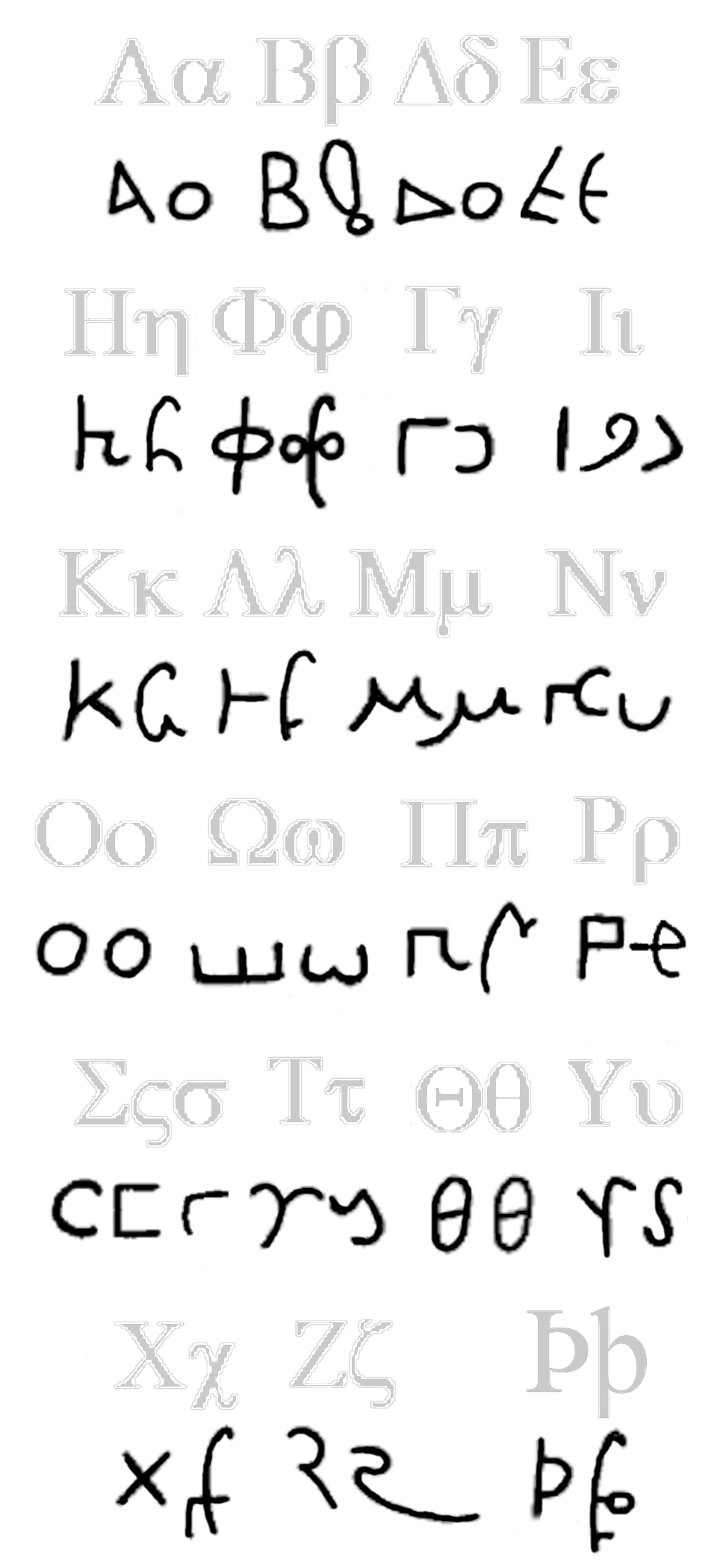
Бактрийские буквы в сопоставлении с их греческими прототипами.

Вследствие похода Александра Македонского на Бактрию была основана греко-македонская сатрапия и государственным языком и письменностью стали греческий язык и греческий алфавит. Большая часть надписей на бактрийском сделана местной разновидностью греческого алфавита с добавлением новой буквы ϸ, обозначавшей звук «ш». Среди рукописей Турфанского оазиса есть небольшой фрагмент бактрийского текста, написанного манихейским письмом.

## Наследники Бактрийского языка
Мунджа́нский язык — один из памирских языков содержит элементы бактрийского языка.

Буква ϸ (Ш) из бактрийского алфавита.

## Числительные
В бактрийском языке засвидетельствованы следующие числительные:
| Числительные | Бактрийский   | Сангличский | Пушту   | Авестийский | Протоиранский |
| 1            | ιωγο          | vak         | yaw     | ōiium       | *aiva         |
| 2            | λοι, λοοι,λοο | dōu         | dwa     | duiie       | *duva         |
| 4            | σοφαρο        | safōr       | tsalór  | catura      | *čaθwāra      |
| 5            | πανζο         | panz        | pindzé  | paṇca       | *panča        |
| 6            | -             | xäl         | shpag̣   | xsvas       | *xsuas        |
| 7            | -             | övd         | ovə́     | hapta       | *hapta        |
| 8            | αταο          | hāt         | até     | ašta        | *ašta         |
| 9            | -             | nöw         | nəh     | nava        | *naua         |
| 10           | λασο          | das         | les     | dasā        | *dasa         |
| 20           | οιστο         | wist        | visht   | -           | -             |
| 50           | πανζασο       | -           | pindzós | -           | *pančasat     |
| 70           | χοατο         | -           | -       | -           | *naftati      |
| 100          | σαδο          | -           | -       | satəm       | *sata         |
| 500          | πανζοσαδο     | -           | -       | -           | -             |